# Căderea Crac des Chevaliers
Căderea fortăreței cruciate Crac des Chevaliers reprezintă asediul și ocuparea acestei cetăți de către sultanul mameluc Baibars în 1271. Baibars a înaintat spre nord pentru a ocupa Crac des Chevaliers după moartea regelui Franței Ludovic al IX-lea, survenită pe 29 noiembrie 1270.

## Asediul
Înainte de a porni spre castel, Baibars a capturat fortificațiile mai mici din zonă, inclusiv Chastel Blanc. La 3 martie 1271, armata lui Baibars se găsea în fața zidurilor Crac des Chevaliers. Există trei surse arabe despre asediu, însă numai una, cea a lui Ibn Shaddad, a fost scrisă de un contemporan, deși acesta nu a fost prezent. Țăranii care locuiau în zona adiacentă, s-au refugiat la castel. De îndată ce a ajuns, Baibars a început construirea unor arme de asediu puternice. Conform lui Ibn Shaddad, două zile mai târziu, prima linie de apărare a fost capturată de către asediatorilor. S-a referit, probabil, la o parte inferioară a zidurilor din exteriorul castelului.
Ploaia a întrerupt asediul, dar la data de 21 martie, a fost capturat un fort exterior triunghiular, situat la sud de Crac des Chevaliers, eventual, apărat de o palisadă din lemn. Pe 29 martie, turnul din colțul de sud-vest a fost subminat și s-a prăbușit. Armata lui Baibars au atacat prin breșa din zid, unde au întâlnit țăranii care s-au refugiat în castel.

## Permisiunea de predare
Deși curtea exterioară a căzut, cruciații s-au retras în castelul interior mai bine fortificat. După zece zile, asediatorii au trimis o scrisoare garnizoanei, se pare, din partea Marelui Maestru al Cavalerilor Ospitalieri din Tripoli care a acordat permisiunea de predare. Deși scrisoarea a fost un fals, garnizoana a capitulat, iar sultanul le-a cruțat viețile. Noii stăpânitori ai castelului s-au ocupat de reparații, axați în principal pe zidul exterior. Capela ospitalierilor a fost transformată într-o moschee, iar două mihrabe s-au adăugat în interior.